# Орашец
Орашец или Орашац (на македонска литературна норма: Орашац; на албански: Orasheci) е село в Северна Македония, в община Куманово.

## География
Селото е разположено в областта Овче поле в северното подножие на Градищанската планина.

## История
В края на XIX век Орашец е българско село в Кумановска каза на Османската империя. Църквата „Свети Илия“ е от XIX век. Според статистиката на Васил Кънчов („Македония. Етнография и статистика“) от 1900 година Орашец е село, населявано от 602 жители българи християни.
Цялото население на селото е под върховенството на Българската екзархия. По данни на секретаря на екзархията Димитър Мишев („La Macédoine et sa Population Chrétienne“) в 1905 година в Орашец има 688 българи екзархисти.
В учебната 1907/1908 година според Йован Хадживасилевич в селото има екзархийско училище.
В 1910 година селото пострадва при обезоръжителната акция.
На 4 октомври 1920 година четата на ВМРО, начело с Лазар Велков, се сражава при Орашец с хвърчащия отряд на капитан Петрович. След неколкочасово сражение сръбската част е разпръсната, капитан Петрович е ранен, а двама контрачетници са убити. За наказание сръбските власти арестуват стотици мирни селяни в Скопско, Велешко, Кумановско и Щипско, които са подложени на жестоки инквизиции, в резултата на които загиват 20 души.
По време на българското управление във Вардарска Македония в годините на Втората световна война, Тодор Димев Георгиев от Куманово е български кмет на Орашец от 1 септември 1941 година до 24 януари 1944 година. След това кмет е Нестор Доцев Попов от Радомир (8 февруари 1944 - 9 септември 1944).
Според преброяването от 2002 година селото има 387 жители, всички северномакедонци.

## Личности
Родени в Орашец
- Цветан Спасов (1889 – 1924), български революционер, войвода на ВМРО

Починали в Орашец
- Гаврил Зафиров (1894 – 1913), български революционер от ВМОРО
- Георги Васев (? – 1913), български революционер от ВМОРО